# Servius Cornelius Merenda
Servius Cornelius Merenda est un homme politique de la République romaine du IIIe siècle av. J.-C., membre de la gens patricienne des Cornelii.
Il est consul en 274 av. J.-C. avec Manius Curius Dentatus comme collègue.